# Recusació
En l'àmbit del dret i de l'administració, la recusació és la facultat de sol·licitar que un determinat funcionari s'abstingui d'intervenir en un procediment, basada en l'existència d'un possible interès personal del funcionari en l'afer o en les seves relacions amb els interessats. És una implicació del deure d'abstenció: un jutge o funcionari que és conscient d'un conflicte d'interessos, s'ha de retirar d'un expedient o plet, si no ho fa, les altres parts poden demanar-ne la recusació. Si la majoria dels motius són fàcils per demostrar, el motiu «amistat íntima o enemistat manifesta» és subjecte d'interpretació. Un no-respecte del deure d'abstenció pot ser una motiu d'anul·lació de la decisió per una instància superior.
Segons la llei de l'estat espanyol, els motius d'abstenció o de recusació són:
| «              | - Tenir interès personal en l'assumpte de què es tracti o en un altre en la resolució del qual pugui influir la d'aquell; ser administrador d'una societat o entitat interessada o tenir una qüestió litigiosa pendent amb algun interessat. - Tenir parentiu de consanguinitat dins del quart grau o d'afinitat dins del segon amb qualsevol dels interessats, amb els administradors d'entitats o societats interessades i també amb els assessors, representants legals o mandataris que intervinguin en el procediment, així com compartir despatx professional o estar associat amb aquests per a l'assessorament, la representació o el mandat. - Tenir amistat íntima o enemistat manifesta amb alguna de les persones que sesmenten a l'apartat anterior. - Haver tingut intervenció com a perit o com a testimoni en el procediment de què es tracti. - Tenir relació de servei amb una persona natural o jurídica interessada directament en l'assumpte, o haver-li prestat en els dos últims anys serveis professionals de qualsevol tipus i en qualsevol circumstància o lloc. | » |
| — Llei 30/1992 | |   |

## Exemples
- La recusació contra cinc magistrats que jutjaran el Procés.[5]
- La demanda de recusació del jutge Marchena.[6][7][8]
- Espanya demana a l'ONU la recusació de dos dels ponents de l'informe que reclama la llibertat dels presos[9]